# Irene av Larissa
Irene av Larissa, död 1015, var kejsarinna av Bulgarien 1014–1015, som gift med tsar Gavril Radomir av Bulgarien.
Hon togs som slav under ett av Bulgariens krigståg mot Larissa.
Gavril Radomir gifte sig med henne 999; hans mor hade samma bakgrund. 
Hon uppges ha mördats tillsammans med sin make 1015.